# Gioco perverso (film 1993)
Gioco perverso è un film per la televisione italiano del 1993 diretto da Italo Moscati e trasmesso per la prima volta su Rai 2. Interpretato da Fabio Testi, Ida Di Benedetto e Enzo De Caro, è ispirato alla tragica vicenda della coppia Osvaldo Valenti e Luisa Ferida.

## Trama
Il film racconta la storia di Osvaldo Valenti, attore italiano, che si arruolò volontario nella Xª Flottiglia MAS della Repubblica Sociale Italiana, e di Luisa Ferida, attrice, fucilati dai partigiani a Milano il 30 aprile 1945.

## Produzione
Il film è stato prodotto dalla Rai − Radiotelevisione Italiana.

## Distribuzione
Originariamente pensato come un "tv movie in due parti", l'opera fu poi trasmessa in un'unica serata l'8 settembre 1993 su Rai 2.